# Kachchh
Cutch o Kachchh (que vol dir "Terra de la Costa") fou un estat tributari protegit al Gujarat, presidència de Bombai. Limitava al nord i nord-est per la província de Sind, a l'est per estats de l'agència de Palanpur; al sud per la península de Kathiawar i el golf de Kutch i al sud-est per l'oceà Índic. El seu territori inclou el rann de Kutch, una gran maresma salina de 250 km d'est a oest i entre 50 i 110 km de nord a sud i per això s'anomena de vegades a l'estat com el rann de Kutch el que no és correcte. La seva superfície exclosa el rann era de 19.725 km². La capital era Bhuj. Els sobirans es titulaven maharaos. La població local tenia característiques pròpies degut al seu aïllament, parlaven un dialecte diferenciat, eren altament fidels als seus governants i tenien diverses característiques nacionals. El Gran Rann aïllava al país pel nord, el Petit Rann l'aïllava per l'est, al sud el golf de Kutch i a l'oest la mar d'Aràbia.

## Història
Kutch és esmentat pels autors grecs. Les aigües del rann foren conegudes d'Alexandre el Gran (325 aC). Al segle ii aC era possessió dels reis grecs de Bactriana i després del regne Indoescita. A la meitat del segle ii i fins al final del segle iv (vers 390) van governar els kshatrapes. Després per un temps fou part del regne gupta de Magadha i més tard pels reis vallabhis. Al segle vii fou part de la província de Sind. El peregrí Hiuen Tsiang l'esmenta en aquest segle com K'ie-ch'a. Van seguir invasions dels charans, kathis i chavades. Al segle ix els àrabs es van establir a la costa. El 1023 el rei Bhima Deo I d'Anhilvada va fugir davant Mahmud de Gazni i es va refugiar a Kandhkot al país de Kutch. Al final del segle xi el territori fou assolat per Singhar el quart rei de la dinastia Sumra del Sind.
Al segle xiii els samma rajputs del Sind es van establir al país fugint de l'opressió dels sumres; allí van trobar al govern als rajputs chavades que els van concedir un territori, però al cap de poc temps van enderrocar els chavades i van ocupar el seu lloc (1320). La família dirigent dels sammes eren els jadeja (fills de Jada); quan la resta del summes del baix Sind van adoptar l'islam, els jadeja van adoptar com a religió una barreja d'hinduisme i islamisme. Això els va separar de la resta de tribus i com que no podien obtenir marits per les seves filles, es va començar a practicar l'infanticidi de femelles que va seguir fins al segle xix.
Fins al 1540 els jadeja van governar Kutch en tres branques però en aquest any, Khengar, fill de Jam Hamir, amb el suport del sultà d'Ahmadabad, es va imposar com a cap de la tribu i únic senyor del territori. El sultà li va concedir Morvi al nord de Kathiawar amb el títol de rao (1548). Jam Rawal, oncle que Khengar, que havia governat una part de Kutch, va fugir al Kathiawar on va fundar el principat de Nawanagar (que portaven el títol de jam). Khengar no pagava tribut a Ahmadabad però estava obligat a subministrar contingents militars (5000 cavallers). El successor de Khengar, Bharmal, es va voler fer independent però fou derrotat per dues vegades (1590 i 1591) i va reconèixer la sobirania de l'Imperi Mogol, sent confirmat en la seva posició. El tribut que es va fixar inicialment fou redimit per Jahangir a canvi de pas pels peregrins a la Meca pels seus estats. Durant sis generacions després de Khengar els raos es van succeir segons la primogenitura; a la mort de Rayadhan el 1697 el seu tercer fill Pragji va ocupar el tron per assassinat. Per pacificar el país on el fill del seu germà assassinat s'havia revoltat, li va cedir el principat de Morvi.
Després de 1718 el virrei mogol del Gujarat va enviar diverses expedicions que mai van aconseguir el seu objectiu; per rebutjar aquestos atacs el rao va construir el fort de Bhuj. Aprofitant una revolta a Kutch el sobirà kalhora de Sind, Ghulam Shah, va envair el país dues vegades amb cert èxit (1762-1765). la lluita entre faccions i la bogeria del rao va intensificar els enfrontaments; una de les faccions l'encapçalava el ministre Fath Muhammad. El 1809 amb l'ajut dels britànics, es va restaurar l'orde al país. Els britànics no volien interferir en els afers interns i van signar un tractat per la supressió de la pirateria i la prevenció d'atacs a Kathiawar; però l'acord no fou respectat i el 1815 els britànics van enviar una columna i van imposar un nou tractat; Kutch va haver de pagar compensacions i cedir el fort d'Anjar i 23 altres pobles. Una vegada restaurada la pau els britànics van perdonar els deutes del rao i aquest els va romandre lleial però les seves bogeries i crueltats tenien malcontents als caps jadeja que el 1818 van demanar l'ajut britànic. El rao va preparar la guerra però els britànics van conquerir Bahj sense problemes, el rao fou deposat i els jadeja van nomenar un menor com a successor (1819) amb el resident britànic i els principals caps jadeja com a regents. El 1822 els britànics van restaurar a Kutch el districte d'Anjar que els havia estat cedit el 1815, a canvi d'un pagament anual. El 1834 el rao fou declarat major d'edat. Va rebre salutació hereditària de 17 canonades (apujada a 19 al segle XX) i sanad d'adopció (1862). El seu territori està format pel domini directe del rao (khalsa); els Bhayad, o territoris del fill no hereus de la nissaga reial; i la subdivisió d'Adhoi formada per 7 pobles al centre de l'estat que pertanyen al thakur de Morvi.
El 1948 va accedir a l'Índia i fou declarat província i el 26 de gener de 1950 va esdevenir territori de la unió. L'1 de novembre de 1956 va formar junt amb Saurashtra l'estat de Bombai i l'1 de maig de 1960 quan aquest estat es va dividir va quedar dins el Gujarat. La província i després territori va estar governat pel comissionat en cap Chhotalal Khovshaldan Desai fins al 1952 i el va succeir Sambhajirao Appasaheb Ghatge fins a l'abolició del territori l'1 de novembre de 1956.

## Administració i població
Administrativament l'estat estava dividit en 8 districtes: 
- Abdasa amb Nakhtarana
- Anjar
- Bachau
- Bhuj amb Khavda
- Lakhpat
- Mandvi
- Mundra
- Rapar amb Khadir.

La població de Kutch era important al segle XVIII però les guerres de la segona meitat del segle i la pesta el 1812 la van reduir considerablement (potser un 50%). Les estadístiques donaven les següents quantitats:
- 1872: 488.507
- 1881: 512.084
- 1891: 558.415
- 1901: 488.022 (descens a causa de la fam de final de segle i les plagues)

Les principals poblacions eren Bhaj, Mandvi, Anjar, Mundra, Nalia, Jakhau, Bhachau i Rapar i hi havia altres 937 pobles.

## Corts, exèrcit, bandera
El 1875 es va crear uns institució coneguda com la Cort Jadeja presidida per naib diwan (viceministre) i formada per 4 nobles jadeja amb Bhayad (prínceps reials) escollits pel rao, originat en el tractat dels britànics amb els caps jadeja de 1819. Aquesta institució té competencies judicials als bhayads i fora. El nombre de bhayads el 1901 era de 137; el nombre total de membres de la tribu jadeja era de 16.000. El govern britànic garantia la possessió dels bhayads. Aquestos dominis no s'heretaven conforme a la primogenitura sinó que tots els fills heretaven 
L'exèrcit estava format per 254 cavallers i 835 infants; els bhayads podien subministrar si eren requeirts fins a 4000 homes. La policia la formaven 244 agents muntats i 572 a peu.
La bandera era vermella amb l'escut en blanc al centre, representant el castell de Bhuj, la corona, el sol i la lluna, un elefant de combat, i sota una cinta amb el lema "courage and confidence" (coratge i confiança).

## Llista de jams i (des de 1548) raos
- Jam GAOJI 1255-1285
- Jam VAHENJI 1285-1321
- Jam MULVAJI 1321-1347
- Jam KAIYAJI 1347-1386
- Jam AMARJI 1386-1429
- Jam BHEENJI 1429-1472
- Jam HAMIRJI 1472-1535
- Jam i després Rao KHENGARJI I HAMIRJI 1535-1585 (fill)
- Rao BHARMALJI I KHENGARJI 1585-1631 (fill)
- Rao BHOJRAJJI BHARMALJI 1631-1645 (fill)
- Rao KHENGARJI II BHOJRAJJI (fill adoptiu però realment nebot, nascut Kumar Shri Khengarji Meghji) 1645-1654
- Rao TAMACHIJI BHOJRAJJI 1654-1662 (fill)
- Rao RAYADHANJI II TAMACHIJI 1662-1697 (fill)
- Maharao PRAGMALJI I RAYADHANJI 1697-1715 (fill)
- Maharao GHODAJI I PRAGMALJI 1715-1718 (fill)
- Maharao DESALJI I GHODAJI (Daishalji) 1718-1741 (fill)
- Maharao LAKHPATJI DESALJI 1741-1760 (fill)
- Maharao GHODAJI II LAKHPATJI 1760-1778 (fill)
- Maharao RAYADHANJI GHODAJI III 1778-1786 (fill)
  - FATH MUHAMMED 1786-1813 (regent)
  - HUSAIN MIYAN 1813-1814 (regent)
- Maharao BHARMALJI RAYADHANJI II 1814-1819
- Maharao DESALJI BHARMALJI II [Daishalji] 1819-1860 (fill, + 26 de juliol de 1860)
- Maharao PRAGMALJI DESALJI II 1860-1876 (fill + 1 de gener de 1876, o 19 de desembre de 1875).
- Maharajadhiraj Mirzan Maharao Shri Sir KHENGARJI PRAGMALJI III Sawai Bahadur 1876-1942 (fill + 15 de gener de 1942)
- Maharajadhiraj Mirzan Maharao Shri VIJAYARAJJI KHENGARJI Sawai Bahadur [Madhubha] 1942-1948 (fill + 26 de gener de 1948).
- Maharajadhiraj Mirzan Maharao Shri MADANSINGHJI VIJAYRAJJI Sawai Bahadur [Meghrajji] 1948-1949 (fill + 21 de juny de 1991)